# Доносо Кортес, Хуан
Хуа́н Доно́́со Корте́с (исп. Juan Donoso Cortés, Marqués de Valdegamas, 6 мая 1809, Валье-де-ла-Серена, пров. Бадахос — 3 мая 1853, Париж) — испанский мыслитель, журналист, государственный деятель и дипломат, идеолог консерватизма.

## Биография и труды
Сын адвоката, дальний родственник конкистадора Эрнана Кортеса. Учился праву в университетах Саламанки и Севильи, преподавал философию. Дебютировал как поэт-романтик. В ранних работах («Записка о современном состоянии монархии», 1830 года, была адресована королю Фердинанду VII) придерживался либерально-консервативных взглядов. Служил по министерству юстиции. В 1837 году был избран депутатом от провинции Кадис. В 1840—1843 годах жил во Франции при дворе изгнанной королевы Марии-Кристины, по возвращении на родину участвовал в подготовке Конституции 1845 года.
Под влиянием революционных событий 1848 года в Европе перешёл на крайние правые позиции в политике, близкие таким мыслителям-традиционалистам, как Жозеф де Местр, Луи де Бональд, Томас Карлейль. К этому времени относятся его апологии сильному государству и католической церкви как опорам против «культа разума» и «демократического хаоса» — «Рассуждение о диктатуре» (1848), «Эссе о католицизме, либерализме и социализме» (1851). Кавалер ордена Почётного легиона, член Испанской королевской академии (1848). Скончался в должности испанского посла во Франции.

## Наследие
Благодаря своим работам и значительному влиянию в области теологии Доносо Кортес стал одним из ближайших советников папы Пия IX, а многие положения его трудов стали основой для написания известного «Силлабуса». В XX в. воздействие Доносо Кортеса испытал Карл Шмитт, Чоран, Николас Гомес Давила и другие консервативные мыслители.

## Публикации на русском языке
- Сочинения. СПб: Владимир Даль, 2006 (Civitas Terrena. Центр фундаментальной социологии)
- Главные заблуждения современности по происхождению и причинам. Перепечатка с немецкого издания (Freude an der Wahrheit / Römisch-katholische Schriften)
- Лекции по политическому праву, прочитанные в Мадридском Атенео. Лекция первая (22 ноября 1836 г.): Об обществе и правительстве // Социологическое обозрение. 2015. Т.14. №2. С. 31-40.
- Лекции по политическому праву, прочитанные в Мадридском Атенео. Лекция вторая (29 ноября 1836 г.): О народном суверенитете // Социологическое обозрение. 2015. Т.14. №3. С. 80-92.